# Congdu
Congdu (tyb. ཚོང་འདུས་, wylie: tshong-'dus, pol. Zgromadzenie Narodowe) – jedna z najważniejszych instytucji  Tybetu, istniejąca do momentu inwazji chińskiej.
Zostało powołane w miejsce Gandre Drungcze po zamachu stanu w roku Żelaznej Owcy (1871).
Było rodzajem obradującego w sytuacjach kryzysowych parlamentu. O konieczności jego zwołania decydował gabinet (kaszag). W jego skład wchodziło 50 osób - opaci trzech największych klasztorów w kraju (Sera, Drepung, Taszilhunpo) oraz naczelnicy wszystkich departamentów rządowych.
Congdu przewodniczyła Rada, składająca się z czterech najwyższych rangą mnichów.